# Dykes on Bikes

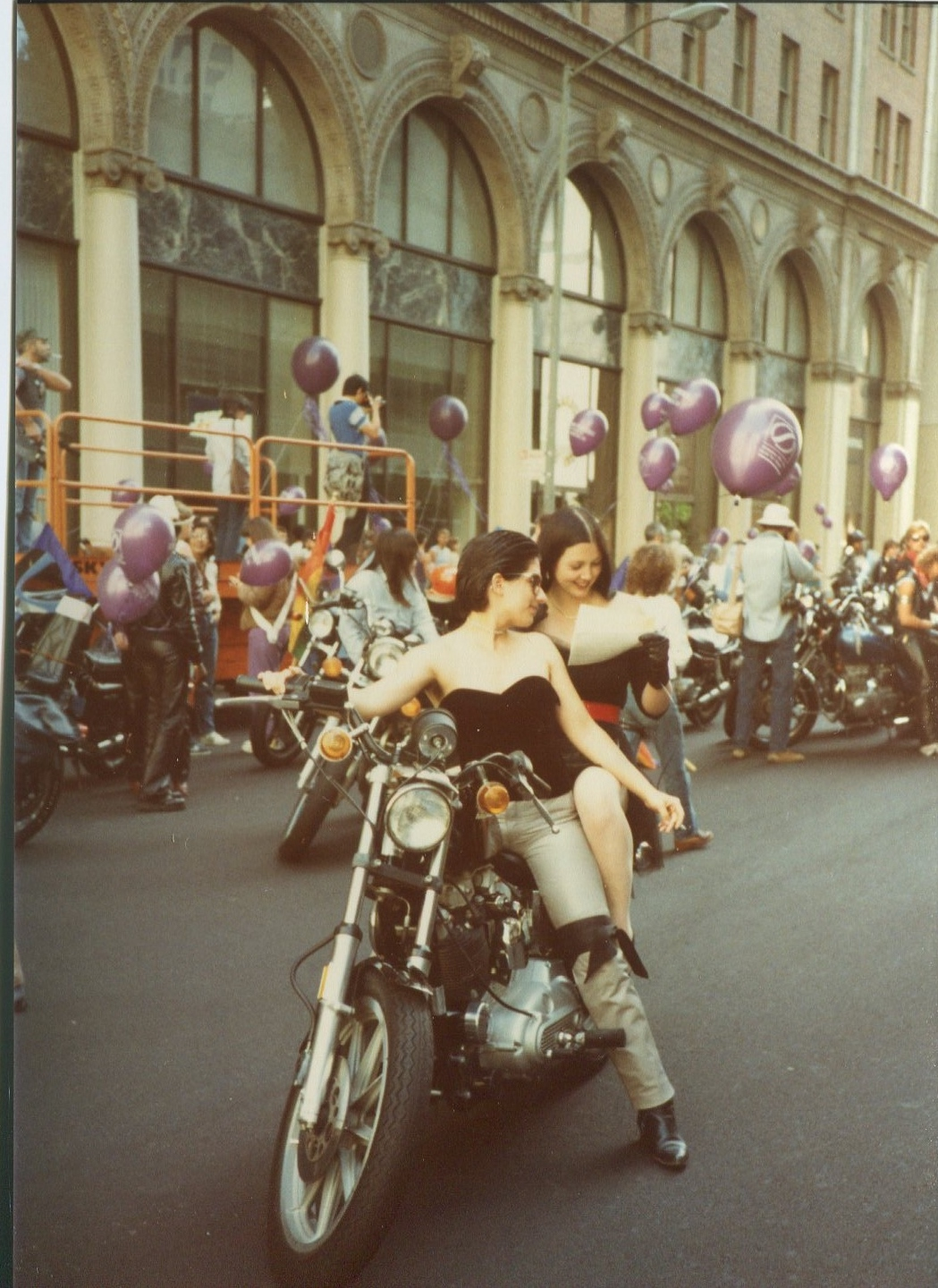
Dykes on Bikes à la marche des fiertés 1983 de San Francisco.

Les Dykes on Bikes (littéralement : « gouines à (moto)cycle ») sont un contingent de lesbiennes à moto apparaissant dans les marches des fiertés et parades associées aux communautés LGBT et/ou lesbiennes. Le terme désigne à la fois l'évènement et, par métonymie, ses participantes.

## Histoire
En 1973, un groupe de lesbiennes décide de rendre perceptible la présence lesbienne dans le mouvement LGBT naissant : elles participent au Gay Freedom Day March de San Francisco, qui avait jusqu'alors donné à entendre les revendications des hommes gays sans véritable visibilité des problématiques lesbiennes. L'usage des motos permit ainsi aux lesbiennes d'occuper l'espace et de se faire entendre, à la fois littéralement et métaphoriquement.

## Dans la culture populaire
Les Dykes on Bikes apparaissent dans le film The Mule où des membres du groupe croisent la route du personnage principal interprété par Clint Eastwood avec qui elles ont un bref échange. Leur présence est créditée au générique.